# Perses (filho de Andrômeda e Perseu)
Perses, na mitologia grega, é um filho de Perseu e Andrômeda. Platão identificou Perses com Aquêmenes, ancestral dos reis da Dinastia Aquemênida, mas escritores posteriores acreditavam que Perses era um ancestral de Aquêmenes.